# Girlfriend in a Coma
Girlfriend in a Coma è un brano della rock band britannica The Smiths.
Primo singolo tratto dall'album Strangeways, Here We Come, il disco venne pubblicato il 10 agosto del 1987 dalla Rough Trade e raggiunse la posizione numero 13 nella Official Singles Chart.

## Realizzazione
(Johnny Marr su Girlfriend in a Coma)
Il brano venne prodotto dai The Smiths in collaborazione con Stephen Street e registrato presso gli studi Wool Hall di Bath, nella primavera del 1987. Musicalmente il brano mostra le capacità ritmiche sia del bassista Andy Rourke che del batterista Mike Joyce, con la chitarra acustica di Marr che scompare frequentemente dal mix, quasi come a spostare l'attenzione verso i suoi compagni di band, il che suggerisce, più che mai con questa canzone, quanto fosse ritenuto fondamentale il loro contributo al suono complessivo del gruppo.
Il testo parla di una ragazza costretta in ospedale dopo un terribile incidente dal punto di vista del suo fidanzato, che ha per lei parole insieme preoccupate e sarcastiche: Girlfriend in a coma I know / I know it's really serious / There were times when I could have murdered her / but you know, I would hate anything / to happen to her. Nel finale drammatico, Morrissey canta il temuto ultimo ironico addio: Let me whisper my last goodbyes / I know it's serious.
Il singolo contiene come b-side le ultime canzoni registrate in studio dai The Smiths, ovvero I Keep Mine Hidden e la cover di Work Is a Four-Letter Word, canzone scritta da Guy Woolfenden e Don Black e interpretata in origine da Cilla Black, che causò la rottura definitiva dei rapporti già fortemente compromessi fra Morrissey e Marr e lo scioglimento della band. In quelle stesse ultime session venne registrata anche una versione di A Fool Such as I di Elvis Presley, che però non venne mai pubblicata.

## Copertina
La copertina, progettata da Morrissey, ritrae una foto della scrittrice e drammaturga inglese Shelagh Delaney, già precedentemente utilizzata come soggetto dalla band nella copertina della raccolta Louder Than Bombs e tratta da un'edizione del 1961 del suo romanzo di debutto A Taste of Honey. La Delaney è stata spesso citata da Morrissey come musa ispiratrice di molti suoi testi, come lui stesso ebbe a dichiarare in un'intervista del 1986: «Non ho mai fatto mistero del fatto che almeno il 50 per cento della motivazione che mi ha spinto a scrivere può essere attribuito a Shelagh Delaney».
Sul vinile dei 7" e del 12" sono incise, rispettivamente, le frasi: AND NEVER MORE SHALL BE SO / SO FAR, SO BAD e EVERYBODY IS A FLASHER AT HEART / AND NEVER MORE SHALL BE SO.
Il video promozionale venne diretto da Tim Broad e realizzato utilizzando immagini di Morrissey che interpreta il brano, intervallate da materiale tratto dal film britannico The Leather Boys del 1963 diretto da Sidney J. Furie.

## Tributi
Vari artisti e band hanno reinterpretato il brano nel corso degli anni, fra cui: Noah and the Whale nel singolo 5 Years Time, del 2008; i Mojo Nixon in un'insolita psychobilly version, contenuta nell'album Whereabouts Unknown del 1995; il cantautore Joshua Radin nel suo First Between 3rd & 4th, uscito nel 2004; gli Atomic nell'album Wonderland Boulevard, del 2005; Owen (progetto solista dell'ex Joan of Arc, Mike Kinsella) nel singolo O, Evelyn, uscito nel 2011.
La canzone è stata anche utilizzata per sostituire il tema principale della sit-com americana The Drew Carey Show, nell'episodio intitolato Drew's in a Coma andato in onda il 7 febbraio 2001 e in cui il protagonista Drew finiva in coma dopo un incidente d'auto.
Il brano dà il nome al romanzo Girlfriend in a Coma (Fidanzata in coma nella edizione italiana) di Douglas Coupland del 1998. Il libro narra la storia di Karen, un attraente ragazza che una notte del 1979 entra in coma e contemporaneamente dà alla luce una bambina. Al suo risveglio, diciotto anni dopo, si ritrova madre di mezza età e con tutti i suoi amici già cresciuti. Testi e titoli delle canzoni dei The Smiths sono altresì utilizzati dall'autore all'interno del libro stesso, come nel caso di Bigmouth Strikes Again, Hand in Glove e The Queen Is Dead.
Girlfriend in a Coma è anche il titolo di un film documentario prodotto nel 2012 dalla Springshot Productions e realizzato dai giornalisti Annalisa Piras e Bill Emmott. Il film narra le vicende politiche, economiche e sociali che hanno contribuito al processo di declino morale e istituzionale dell'Italia contemporanea, con particolare riferimento critico nei confronti dell'operato dei governi guidati da Silvio Berlusconi. Dopo delle difficoltà iniziali, il film è stato trasmesso in prima visione televisiva il 17 febbraio 2013 dal canale satellitare Sky Cult.

## Tracce
- UK 7"

1. Girlfriend in a Coma - 2:02
2. Work Is a Four-Letter Word - 2:45

- UK 12"

1. Girlfriend in a Coma - 2:02
2. Work Is a Four-Letter Word - 2:45
3. I Keep Mine Hidden - 1:57

## Formazione
- Morrissey – voce
- Johnny Marr – chitarra, pianoforte
- Andy Rourke – basso
- Mike Joyce – batteria